# Nagy Orsolya
Nagy Orsolya (Budapest, 1977. november 17. –) világ- és Európa-bajnoki ezüstérmes magyar kardvívó.

## Pályafutása
Egyéniben részt vett a 2004-es és a 2008-as olimpián. A 2009-es vívó-világbajnokságon kard egyéniben bronzérmet szerzett.

### Egyéb eredményei
- egyéniben: Európa-bajnoki bronzérem (2001, 2002, 2007), Európa-bajnoki hatodik hely (2003)
- csapatban: világbajnoki ezüstérem (2002), világbajnoki bronzérem (2005), Európa-bajnoki ezüstérem (2002).[2]